# Euplatypus parallelus
Euplatypusallelus, trước đây được gọi là Platypusallelus, là một loài bọ cánh cứng thuộc họ Bọ vòi voi. Bọ trưởng thành và ấu trùng tạo tổ trong các loài cây và khúc gỗ khác nhau. Nó có nguồn gốc từ Trung và Nam Mỹ nhưng đã lan rộng trên toàn cầu, có mặt ở Châu Phi và được thích nghi tốt ở khí hậu nhiệt đới châu Á.

## Mô tả
Bọ cánh cứng trưởng thành có chiều dài khoảng 3,8 và 4,5 mm (0,15 và 0,18 in) và có màu từ nâu vàng đến nâu, elytra có đầu màu nâu sẫm hơn. Các lỗ do bọ trưởng thành và ấu trùng đào được có đường kính khoảng 1 mm (0,04 in).

## Phân bố và sinh cảnh
Euplatypusallelus có nguồn gốc từ Trung và Nam Mỹ, nhưng đã xâm lấn đến Châu Phi, vùng nam nhiệt đới châu Á, Wallacea và New Guinea, thông qua việc nhập khẩu gỗ. Nó xuất hiện ở châu Phi vào cuối những năm 1800 và được ghi nhận lần đầu tiên ở châu Á sau Thế chiến II, trở nên phổ biến ở Sri Lanka vào những năm 1970 và có mặt ở Malaysia, Thái Lan và Indonesia vào những năm 1980. Nó nhanh chóng trở thành loài bọ cánh cứng đông nhất Thái Lan, tấn công cả cây sinh sống, và gần đây bị đốn hoặc bị chặt hạ. Nó đã được báo cáo trong hơn 80 loài cây từ 25 họ, bao gồm cả cây cao su sống ở Brazil và Dalbergia sissoo ở Bangladesh. Những bản thu đầu tiên từ Trung Quốc được thực hiện trên đảo Hải Nam năm 2016.

## Sinh thái học
Con bọ cánh cứng đực đào một đường hầm ngắn trong vỏ cây chủ hoặc khúc gỗ và sau đó giải phóngpheromone trên bề mặt để thu hút con cái. Sau khi giao phối, con cái chui vào đường hầm và tạo ra tổ trong đó là những quả trứng. Giống như những con bọ cánh cứng khác, những con trưởng thành mang trong mình một quần thể nấm mà chúng được cấy vào các bức tường của tổ; ấu trùng cái và đang phát triển ăn trên sợi nấm của quần thể nấm được trồng này. Gỗ bên cạnh các tổ bị mục bởi nấm và frass được đẩy ra khỏi lỗ vào trong chuỗi dài. Sau khi thoát khỏi nhộng, những con bọ trưởng thành mới xuất hiện thông qua lỗ vào ban đầu. Bọ cánh cứng đôi khi đưa nấm gây bệnh vào cây và có liên quan đến việc truyền Fusarium, nguyên nhân gây bệnh héo ở nam Á.